# Echte gamander
De echte gamander of muurgamander (Teucrium chamaedrys) is een groenblijvende struik die behoort tot de lipbloemenfamilie (Lamiaceae). 
De soort staat op de Nederlandse Rode lijst van planten als zeer zeldzaam en zeer sterk in aantal afgenomen. Deze plant is in Nederland wettelijk beschermd sinds 1 januari 2017 door de Wet Natuurbescherming.
De soortaanduiding chamaedrys is afgeleid van het Oudgriekse 'chamai' dat grond en 'drus' dat eik betekent. Waarschijnlijk omdat de vorm van de blaadjes een beetje op die van eik lijken.
De echte gamander komt voor in Eurazië en in Nederland in Zuid-Limburg. De plant wordt in de siertuin gebruikt, zoals in knooptuintjes, rotstuinen en vooraan in de border. De plant kan door middel van stekken makkelijk vermeerderd worden en laat zich knippen in lage hegjes.

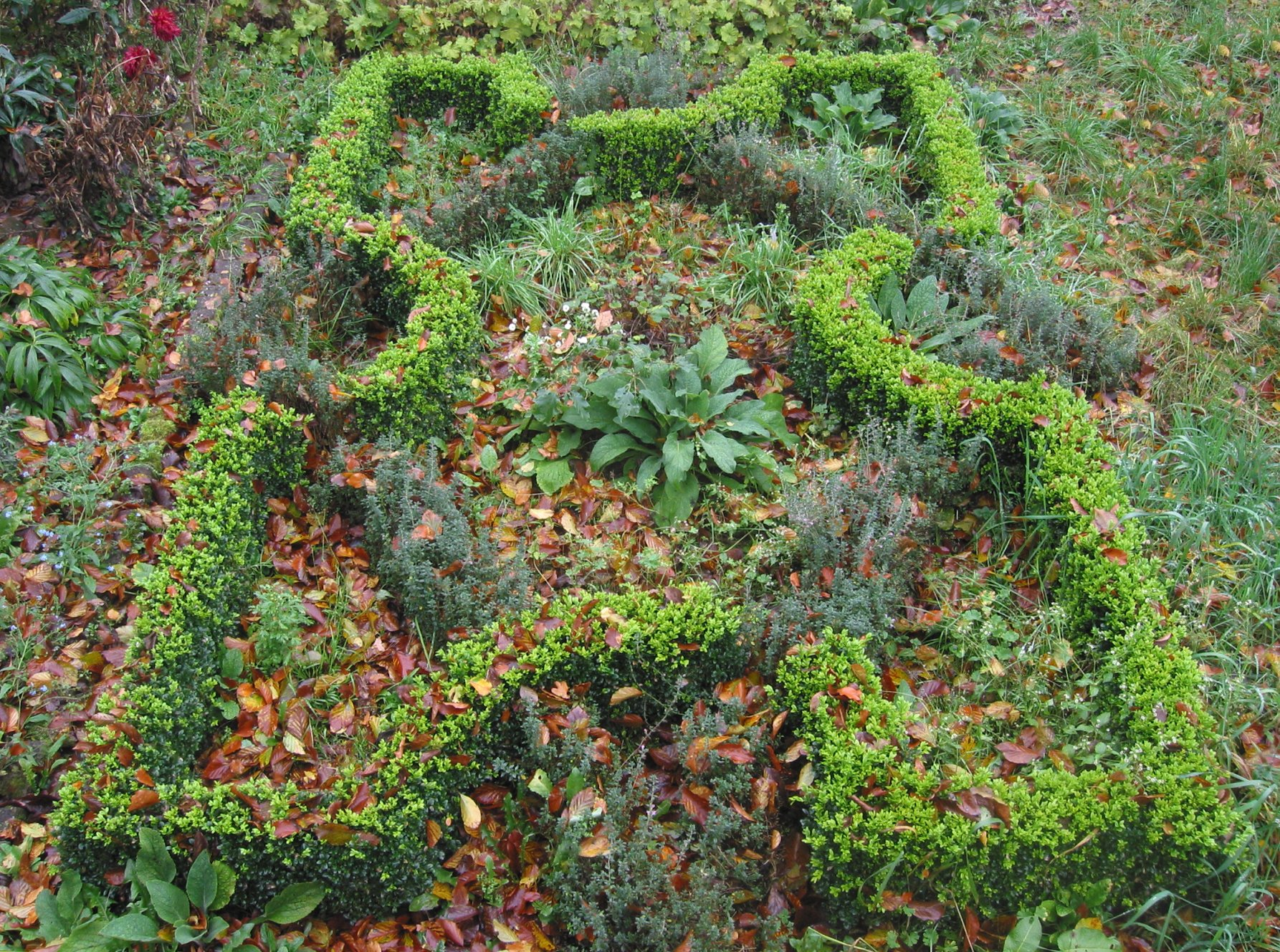
Knooptuin met echte gamander en buxus

De oorspronkelijk adventieve ondersoort Teucrium chamaedrys subsp. chamaedrys komt sinds 1905 in de duinen bij Vogelenzang voor en onderscheidt zich van de echte gamander door de 2,5-3,5 cm lange bladeren en het ontbreken van gesteelde klieren.
De echte gamander wordt 15-30 cm hoog en heeft meestal liggende aan de top opstaande, behaarde stengels. De plant vormt worteluitlopers. De gesteelde, enigszins leerachtige, glanzende, donkergroene bladeren zijn 1-2,5 cm lang en hebben evenals de kelk en bloemkroon soms gesteelde klieren. De bladvorm is elliptisch tot langwerpig en aan de voet wigvormig versmald. De bladrand is gekarteld tot gelobd. De plant bloeit van juli tot september met eerst lichtroze later donkerder wordende bloemen, die in armbloemige schijnkransen staan en samen een schijnaar vormen.
De bloemen worden bezocht door solitaire bijen en hommels met in verhouding een lange tong, zoals bijvoorbeeld de grote wolbij, de andoornbij en de akkerhommel. Het nectarium ligt onderaan aan de voorkant van het vruchtbeginsel en de nectar verzamelt zich in een uitstulping aan de onderzijde van de kroonbuis. De nectar heeft een suikergehalte van 61% en bevat evenveel fructose als glucose.
De plant komt voor in kalkgrasland en in siertuinen.

## Plantengemeenschap
De echte gamander is een kensoort voor de klasse van kalkgraslanden (Festuco-Brometea).

## Namen in andere talen
- Duits: Edel-Gamander
- Engels: Germander
- Frans: Germandrée petit chêne